# Золотун Володимир Андронович
Володимир Андронович Золотун (Псевдо: «Дорош», «Полин»; нар. 1923, с. Бриків, нині Шумський район, Тернопільська область — пом. 3 січня 1950, поблизу с. Несвіч, нині Луцький район, Волинська область) — український військовик, вояк УПА, Лицар Бронзового хреста бойової заслуги.

## Життєпис
У лавах УПА з 1943 р. Пройшов військовий  та воював у складі відділів УПА на Волині. Керівник Сенкевичівського районного проводу ОУН у Волинській обл. (1949-01.1950). Загинув під час відступу з виявленої ворогом криївки.

## Нагороди
- Згідно з Наказом Командування УПА-Північ  ч. 1/52 від 15.07.1952 р. керівник Сенкевичівського районного проводу ОУН Володимир Золотун — «Дорош» нагороджений Бронзовим хрестом бойової заслуги УПА.

## Вшанування пам'яті
- 13.04.2019 р. від імені Координаційної ради з вшанування пам'яті нагороджених Лицарів ОУН і УПА у м. Шумськ Тернопільської обл. Бронзовий хрест бойової заслуги УПА (№ 075) переданий Ігору Золотуну, внуку Володимира Золотуна — «Дороша».